# Campionato georgiano di football americano 2018
Il Campionato georgiano di football americano 2018 è la seconda edizione dell'omonimo torneo di football americano organizzato dalla GAFF.
Ha avuto inizio il 26 maggio e si è conclusa il 17 giugno.

## Squadre partecipanti
| Club              | Città   | Stadio | Sponsor ufficiale | Risultato nella stagione 2017 |
| ----------------- | ------- | ------ | ----------------- | ----------------------------- |
| AFC Tbilisi       | Tbilisi |        |                   |                               |
| Rustavi Steelers  | Rustavi |        |                   |                               |
| Sokhumi Warriors  | Sukhumi |        |                   |                               |
| Tbilisi Crusaders | Tbilisi |        |                   |                               |

## Stagione regolare
N.B.: mancano alcuni risultati.

### Calendario

#### 1ª giornata
| Tbilisi 26 maggio 2018, ore 18:00 | AFC Tbilisi | 8 – 6 | Sokhumi Warriors | Stadio del Rugby |

| Tbilisi 27 maggio 2018, ore 18:00 | Tbilisi Crusaders | 6 – 12 | Rustavi Steelers | Stadio del Rugby |

#### 2ª giornata
| Tbilisi 3 giugno 2018, ore 17:30 | Tbilisi Crusaders | 39 – 12 | AFC Tbilisi | Stadio del Rugby |

#### 3ª giornata
| Rustavi 11 giugno 2018, ore 17:00 | Rustavi Steelers | 45 – 6 | Sokhumi Warriors | Stadio Metallurg |

#### 4ª giornata
| Rustavi 16 giugno 2018 | Rustavi Steelers | 26 – 0 | AFC Tbilisi | Stadio Metallurg |

| Rustavi 17 giugno 2018 | Sokhumi Warriors | 6 – 45 | Tbilisi Crusaders | Stadio Metallurg |

#### 5ª giornata
| Tbilisi 14 luglio 2018 | AFC Tbilisi | – | Sokhumi Warriors |  |

#### 6ª giornata
| 29 settembre 2018 | Rustavi Steelers | 37 – 0 | Tbilisi Crusaders |  |

#### 7ª giornata
| 7 ottobre 2018 | AFC Tbilisi | – | Tbilisi Crusaders |  |

| 7 ottobre 2018 | Rustavi Steelers | 20 – 0 | Sokhumi Warriors |  |

#### 8ª giornata
| 14 ottobre 2018 | Tbilisi Crusaders | – | Sokhumi Warriors |  |

### Classifica
La classifica della regular season è la seguente:
- PCT = percentuale di vittorie, G = partite giocate, V = partite vinte, N = partite pareggiate, P = partite perse, PF = punti fatti, PS = punti subiti

| Pos. | Squadra           | PCT   | G | V | N | P | PF  | PS  |
| ---- | ----------------- | ----- | - | - | - | - | --- | --- |
| 1    | Rustavi Steelers  | 1.000 | 5 | 5 | 0 | 0 | 140 | 12  |
| 2    | Tbilisi Crusaders | .500  | 4 | 2 | 0 | 2 | 90  | 67  |
| 3    | AFC Tbilisi       | .333  | 3 | 1 | 0 | 2 | 20  | 71  |
| 4    | Sokhumi Warriors  | .000  | 4 | 0 | 0 | 4 | 18  | 118 |

## Finale II
| Rustavi 4 novembre 2018, ore 16:00 | Tbilisi Crusaders | 18 – 24 | Rustavi Steelers | Poladi Stadium |

## Verdetti
- Rustavi Steelers Campioni della Georgia 2018